# Ithytrichia mazon
Ithytrichia mazon is een schietmot uit de familie Hydroptilidae. De soort komt voor in het Nearctisch gebied.